# Distrito de San Miguelito
San Miguelito es uno de los 6 distritos que integran la provincia de Panamá. San Miguelito es considerado como una ciudad-distrito dentro del área metropolitana de Ciudad de Panamá, por lo que no posee una capital definida. Con una población de 280 277 habitantes según el censo de 2023, es el tercer distrito más poblado de Panamá (superado por los distritos de Panamá y Arraiján, respectivamente).
El distrito tiene una extensión de 49.9 km² (el segundo menos extenso, superado por el distrito de Taboga) y se organiza territorialmente en nueve corregimientos. El distrito de San Miguelito constituye un enclave del distrito de Panamá y es rodeado por los corregimientos de Las Cumbres, Ernesto Córdoba Campos, Pedregal, Juan Díaz, Río Abajo, Pueblo Nuevo, Betania y Ancón.
Como parte crucial del área urbana de la Ciudad de Panamá, el distrito alberga una serie de lugares de interés importantes como los centros comerciales Metromall y Los Andes, al igual que numerosos suburbios como Brisas del Golf, Condado del Rey, El Bosque, Villa Lucre, Cerro Viento y San Antonio (que son mayormente parte de los corregimientos de José Domingo Espinar y Rufina Alfaro, además del área oeste de Amelia Denis de Icaza y Victoriano Lorenzo). El área central del distrito (constituido por los corregimientos de Omar Torrijos, Belisario Porras, Belisario Frías, Arnulfo Arias y Mateo Iturralde, además del área este de Amelia Denis de Icaza y Victoriano Lorenzo) se constituye mayormente de asentamientos irregulares y se caracteriza por un contexto socioeconómico complejo.

## Historia
La comunidad de San Miguelito, tiene sus orígenes casi al mismo tiempo que el nacimiento de la República en noviembre de 1903, porque según algunos estudiosos,[cita requerida] luego del establecimiento de la nueva nación, y el inmediato compromiso de la construcción del Canal, muchos de los moradores de áreas en las riberas de la vía, las cuales se inundaron, fueron a parar a lugares de las afueras, entre ellos el sector hoy conocido como Cerro Viento.
De acuerdo a investigaciones del Profesor Alfonso Montoya en su libro Historia de San Miguelito, los primeros asentamientos humanos de esta comunidad se dieron en Las Trancas, Santa Pera, Ciudad Jardín San Antonio y Cerro Viento.[cita requerida]
Por otro lado los altos alquileres, la falta de viviendas en la capital y el desarrollo del movimiento inquilinario de 1925 obligaron asimismo a muchos trabajadores a emigrar hacia fincas situadas en lo que es hoy San Miguelito. En el mismo también hubo toda clase de invasiones de precaristas en fincas, algunas de las cuales eran de propiedad privada.
Por el año 1945 surge la Sociedad Cívica de Moradores de San Miguelito dirigida por Belisario Frías que luchó organizadamente con el apoyo de otras sociedades por la tenencia de tierras. Según informes proporcionados por el dirigente Florentino Castro, un grupo de familias se ubicó en la finca San Miguel, propiedad de la familia Recuero y Tinoco, allá por el año 1947.
En junio de 1960 se creó el Corregimiento de San Miguelito. Su primer corregidor fue Camilo S. Sáenz. Con el establecimiento de grupos humanos surgieron las luchas por servicios requeridos, y también los movimientos para mejorar las condiciones de vida. Una de esas organizaciones nació en 1961, se trata de la Asociación Cívica de Ayuda Mutua y Esfuerzo propio, que principalmente luchaba por viviendas dignas, pero también por otras necesidades, entre ellas, salud, de allí que en 1964, por la acción de la Asociación de Ayuda Mutua, siendo Ministro de Salud Abraham Pretto, se puso la primera piedra al Hospital Integrado de San Miguelito, el hospital se construiría en los terrenos que hoy ocupan el Estadio Bernardo Candela Gil, antes estadio 28 de diciembre y varios multifamiliares en el sector de Paraíso. En ese entonces la obra estaba valorada en un millón de balboas, tendría capacidad mínima de 40 camas y máxima de 100.
En 1963, se estableció en San Miguelito la Misión de la Arquidiócesis de Chicago, a partir de ese momento se creó el Movimiento de Unificación Nacional de Desarrollo y Orientación (MUNDO) y que según Ramón Hernández, quien llegó a ser uno de los dirigentes de ese movimiento, (después de Vicente Mosquera, Severino Hernández y Generoso Arrocha) desplegó “esfuerzos para lograr la creación del distrito especial por medio de la implementación del “Plan San Miguelito”.
El 18 de octubre de 1968 se realizó una Marcha denominada del silencio que buscó una respuesta de los protagonistas del golpe militar del 11 de octubre de ese mismo año. En esa marcha participaron los grupos organizados y sociedades de la comunidad y provocó la primera Asamblea Cívica de la Comunidad, el 25 de enero de 1970 donde surgió el primer Consejo Directivo. Esa reunión se escenificó en la Iglesia Cristo Redentor.

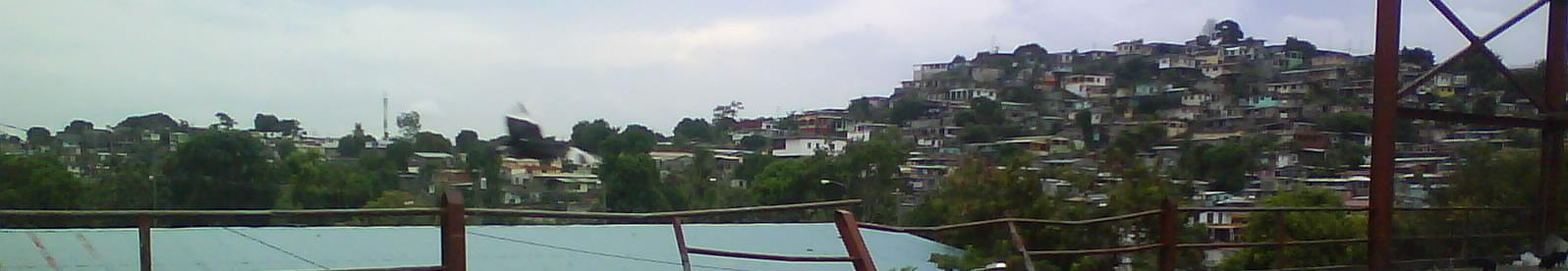

En los años 50 mucha gente que venía del interior buscó mejores condiciones para su vida en un lugar donde no le cobraran alquileres y pudieran trabajar en la ciudad de Panamá. Algunas versiones dicen, que el nombre al distrito se lo dio él mismo en una ocasión, cuando reconoció la existencia de muchos lugares con el nombre San Miguel, cosa que les perjudicaba porque cuando pedía a conductores de “chivas” que le dejaran en San Miguel Adentro, lo dejaban en el barrio de San Miguel. Así que como se trataba de un lugar pequeño, le llamarían “San Miguelito”. Ese sería el único lugar con ese nombre en todo el país y así se llama hasta hoy día. Sin embargo existe otra versión acerca del nombre San Miguelito, la cual sostiene que el mismo se debe a la gran cantidad de personas que procedían de la Isla San Miguel los cuales forzaron el nombre “San Miguelito”.
Y la más aceptada es la que se le atribuye Florentino Castro Gutiérrez, que en una noche de farra, en diciembre de 1951 saldría la idea de bautizarla como "San Miguelito". Relata que el mismo era conocido a finales de 1947 como San Miguel Adentro, una finca propiedad de José Narciso Recuero. El sector era un regimiento del corregimiento de Río Abajo. Los descendientes de este alquilaban una hectárea de esos terrenos a no más 30 personas a un costo de cinco balboas anuales, entre ellos, el fundador del distrito, Florentino Castro. El 10 de enero de 1952, en medio de un partido de béisbol, Florentino proclamara la idea de cambiar el nombre de San Miguel Adentro por el de San Miguelito.

## Creación

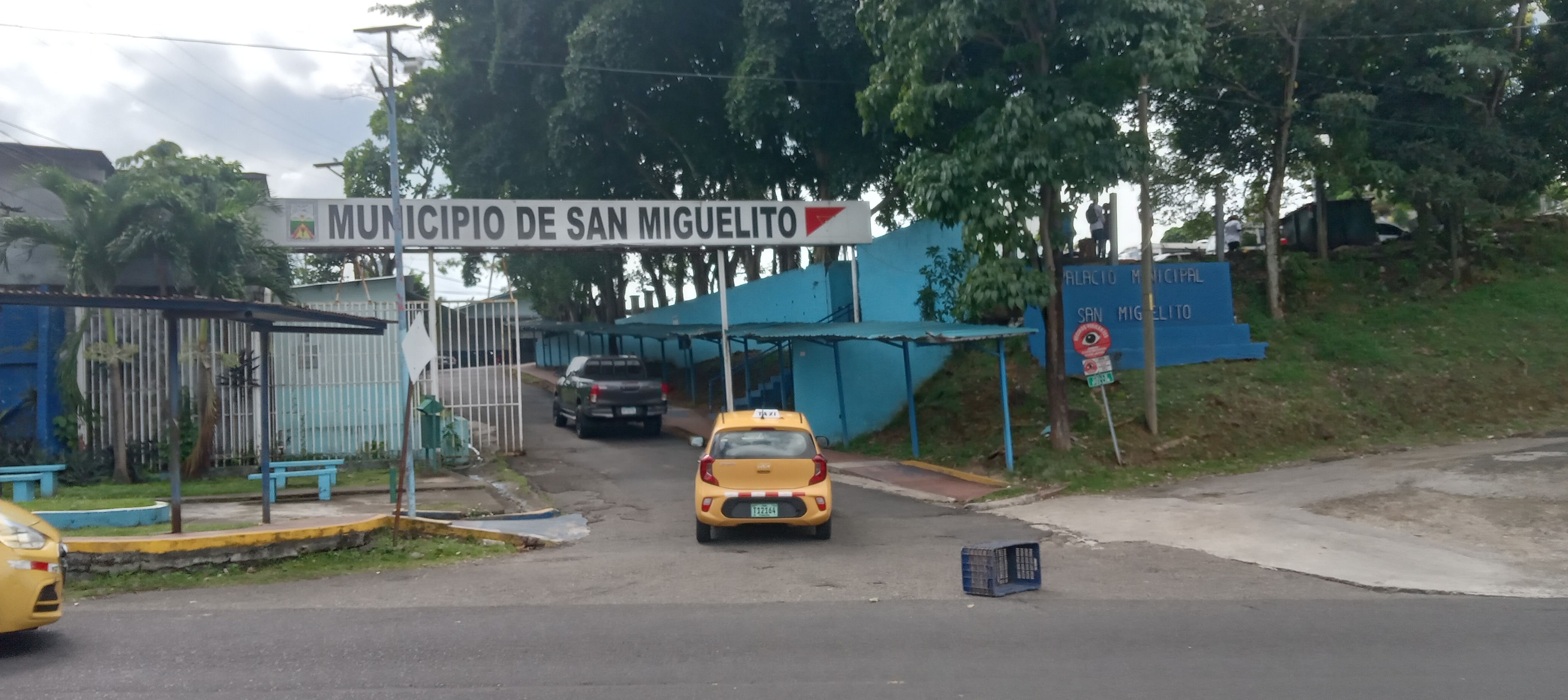
Municipio de San Miguelito

El 30 de julio de 1970 se emite el Decreto de Gabinete No.258, por medio del cual se crea el distrito de San Miguelito y se designa a Manuel Balbino Moreno, entonces ministro de Educación, como Coordinador del nuevo distrito hasta que existiesen las condiciones para que la comunidad tomara sus propias decisiones.
El Decreto 258 establecía que el total del área del nuevo distrito era de 4,500 hectáreas y cuyos límites eran al norte con la Carretera Chivo-Chivo, entre el Límite de Panamá con la entonces Zona del Canal y la Carretera Boyd Roosevelt, desde el río Santa Rita hasta el río Lajas, para continuar hasta llegar al río Juan Díaz; al Este, desde el río Juan Díaz hasta el punto donde se une el río Lajas hasta la Carretera a Tocumen; al Sur, de la carretera a Tocumen, tramo comprendido entre el río Juan Díaz y la calle La Pulida hasta la calle de monte Oscuro, para seguir hasta la carretera Boyd Roosevelt, siguiendo en dirección sur, por toda la vía hasta el puente de Río Abajo; y Oeste, desde Río Abajo, tramo comprendido entre la Carretera Boyd Roosevelt hasta el punto más cercano del mismo río, más cercano del M-87 de los límites de Panamá con la entonces Zona del Canal (hoy área revertida), continua por dirección noreste hasta la intersección con la carretera.
El 28 de agosto de 1970 se nombró al primer Alcalde, figura que recayó sobre el empresario Paulino Salazar, quien actuó como tal hasta el 15 de septiembre de 1971.
Después de creado el distrito, los cinco corregimientos originales nacieron como parte de una convocatoria a elecciones nacionales para reformar la constitución en 1972. En San Miguelito, el alcalde de entonces, José Generoso Arrocha (1971-1972) junto a otros dirigentes anunció un concurso para buscarle nombre a los cinco corregimientos y tras un trabajo realizado en las 15 áreas que hasta entonces formaban el distrito, la Asamblea de la Comunidad y las autoridades aprobaron los nombres Victoriano Lorenzo, Mateo Iturralde, José Domingo Espinar, Amelia Denis de Icaza y Belisario Porras. El funcionamiento de estos corregimientos inició el 6 de agosto de 1972.
De 1970 a 1994 se sucedieron alcaldes designados por el gobierno central y a partir de entonces los cargos de Alcalde igual que el de representantes fueron a elección popular directa.

## Gobierno y política

### Alcaldía del Distrito
El alcalde es la máxima autoridad del Distrito y es elegido por todos los ciudadanos mayores de 18 años habilitados para votar, en una elección concurrente con la de los representantes de corregimiento y las autoridades nacionales (presidente de la República y miembros de la Asamblea Nacional). Las responsabilidades del alcalde, establecidas por el artículo 240 de la Constitución, son: presentar proyectos de acuerdos, ordenar los gastos de la administración local, nombrar y remover a los funcionarios públicos municipales cuya designación no corresponda a otra autoridad, promover el progreso municipal y garantizar el cumplimiento de los deberes de los funcionarios del municipio, entre otras que sean dispuestas por la Ley.
La alcaldesa del Distrito de San Miguelito desde el 1 de julio de 2024 es Irma Hernández, quien fue elegida por la libre postulación con el 50.02% de los votos válidos. Los individuos que han ocupado el cargo de alcalde de San Miguelito son los siguientes:
1. Paulino Salazar (1970–1971).
2. José Generoso Arrocha (1971–1972).
3. Luis Castilla Bravo (1972–1973).
4. Arnulfo Gaspar Suárez (1973–1975).
5. Deusdedith Escobar R. (1975–1978).
6. Domingo Díaz Ten (1978–1981).
7. Armando Aisprua R. (1981–1981).
8. José Isaac Vernaza Ramos (1981–1984).
9. Balbina Herrera (1984–1989).
10. Liderazgo compartido por conflictos (1990–1994).[cita requerida]
  - Rubén Darío Campos.
  - John Hooger.
11. Felipe Cano (1994–1999).
12. Rubén Darío Campos (1999–2004).
13. Héctor Carrasquilla (2004–2014).
14. Gerald Cumberbatch (2014–2019).
15. Héctor Carrasquilla (2019–2024).
16. Irma Hernández (2024–presente).

### Consejo Municipal

Miembros, por afiliación política, del Consejo Municipal de San Miguelito (2024–2029)

El Consejo Municipal ostenta el poder legislativo del gobierno del Distrito y es responsable de aprobar o rechazar los proyectos municipales presentados por el alcalde. Está constituido por los representantes de los nueve corregimientos existentes en el Distrito: 
- Arnulfo Arias – H.R. Darío González (Realizando Metas)[14]
- Amelia Denis de Icaza – H.R. Amed Rojas Lamela (Libre postulación)[14]
- Belisario Frías – H.R. Luis Omar Ortega (Realizando Metas)[14]
- Belisario Porras – H.R. Javier Valverde (Libre postulación)[14]
- José Domingo Espinar – H.R. Guillermo García (Libre postulación)[14]
- Mateo Iturralde – H.R. Juan Barsallo (Partido Revolucionario Democrático)[14]
- Omar Torrijos – H.R. Óscar Gutiérrez (Libre postulación)[14]
- Rufina Alfaro – H.R. Iván Cheribin (Libre postulación)[14]
- Victoriano Lorenzo – H.R. Sheyla Grajales (MOLIRENA)[14]

Cada representante es responsable de la administración de la junta comunal de su corregimiento que es, a su vez, es responsable de impulsar la organización de la comunidad para promover su desarrollo socioeconómico y político. En este sentido, su deber primordial es promover el desarrollo de la colectividad y buscar la solución de sus problemas más relevantes. Los recursos financieros de las juntas comunales provienen de la alcaldía y la Autoridad Nacional de Descentralización.

### Organización territorial
El Distrito de San Miguelito, a partir del 27 de junio de 2000, se organiza territorialmente en nueve corregimientos:
| Corregimiento         | Superficie (km²) | Censo de 2023 | Censo de 2023 | Censo de 2023      |
| Corregimiento         | Superficie (km²) | Población     | VP            | Densidad (hab/km²) |
| --------------------- | ---------------- | ------------- | ------------- | ------------------ |
| Amelia Denis de Icaza | 3.8              | 29,208        | 23.93%        | 7,718.6            |
| Belisario Porras      | 4.0              | 44,129        | 10.61%        | 11,023.7           |
| José Domingo Espinar  | 7.1              | 44,448        | 0.05%         | 6,250.2            |
| Mateo Iturralde       | 1.0              | 9,638         | 16.16%        | 9,738.4            |
| Victoriano Lorenzo    | 2.0              | 15,181        | 4.36%         | 7,538.5            |
| Arnulfo Arias         | 3.5              | 31,433        | 0.69%         | 8,977.4            |
| Belisario Frías       | 4.7              | 33,072        | 25.80%        | 6,968.8            |
| Omar Torrijos         | 11.0             | 32,403        | 11.11%        | 2,949.1            |
| Rufina Alfaro         | 12.7             | 41,265        | 3.46%         | 3,239.3            |
| Total general         | 49.9             | 280,777       | 10.87%        | 5,629.6            |

## Geografía
El distrito tiene forma de abanico abierto. La mayor parte del distrito se encuentra en un área ondulada y montañosa, que va de los 30 metros a los 200 m s. n. m.

### Clima
En la zona geográfica donde se ubica el distrito se registra una precipitación anual
promedio cerca de los 2.000 mm, una humedad relativa promedio de 75% y una
temperatura promedio de 27 °C, con máximas de hasta 35 °C y mínimas de 21 °C
Las grandes masas oceánicas del Atlántico y Pacífico son las principales fuentes del alto
contenido de humedad en el ambiente y debido a lo angosto de la franja que separa estos
océanos, el clima refleja una gran influencia marítima.
| Parámetros climáticos promedio de San Miguelito, Panamá | Parámetros climáticos promedio de San Miguelito, Panamá | Parámetros climáticos promedio de San Miguelito, Panamá | Parámetros climáticos promedio de San Miguelito, Panamá | Parámetros climáticos promedio de San Miguelito, Panamá | Parámetros climáticos promedio de San Miguelito, Panamá | Parámetros climáticos promedio de San Miguelito, Panamá | Parámetros climáticos promedio de San Miguelito, Panamá | Parámetros climáticos promedio de San Miguelito, Panamá | Parámetros climáticos promedio de San Miguelito, Panamá | Parámetros climáticos promedio de San Miguelito, Panamá | Parámetros climáticos promedio de San Miguelito, Panamá | Parámetros climáticos promedio de San Miguelito, Panamá | Parámetros climáticos promedio de San Miguelito, Panamá |
| Mes                                                     | Ene.                                                    | Feb.                                                    | Mar.                                                    | Abr.                                                    | May.                                                    | Jun.                                                    | Jul.                                                    | Ago.                                                    | Sep.                                                    | Oct.                                                    | Nov.                                                    | Dic.                                                    | Anual                                                   |
| ------------------------------------------------------- | ------------------------------------------------------- | ------------------------------------------------------- | ------------------------------------------------------- | ------------------------------------------------------- | ------------------------------------------------------- | ------------------------------------------------------- | ------------------------------------------------------- | ------------------------------------------------------- | ------------------------------------------------------- | ------------------------------------------------------- | ------------------------------------------------------- | ------------------------------------------------------- | ------------------------------------------------------- |
| Temp. máx. abs. (°C)                                    | 22                                                      | 26                                                      | 30                                                      | 34                                                      | 37                                                      | 41                                                      | 42                                                      | 38                                                      | 36                                                      | 29                                                      | 26                                                      | 23                                                      | 42                                                      |
| Temp. máx. media (°C)                                   | 16                                                      | 18                                                      | 20                                                      | 23                                                      | 29                                                      | 32                                                      | 34                                                      | 31                                                      | 30                                                      | 26                                                      | 20                                                      | 18                                                      | 24.8                                                    |
| Temp. mín. media (°C)                                   | 10                                                      | 14                                                      | 16                                                      | 17                                                      | 19                                                      | 21                                                      | 21                                                      | 21                                                      | 19                                                      | 18                                                      | 16                                                      | 13                                                      | 17.1                                                    |
| Temp. mín. abs. (°C)                                    | -6                                                      | -2                                                      | 3                                                       | 7                                                       | 12                                                      | 16                                                      | 15                                                      | 12                                                      | 9                                                       | 2                                                       | -1                                                      | -4                                                      | '                                                       |
| Precipitación total (mm)                                | 29.3                                                    | 10.1                                                    | 13.1                                                    | 64.7                                                    | 225.1                                                   | 235.0                                                   | 168.5                                                   | 219.9                                                   | 253.9                                                   | 330.7                                                   | 252.3                                                   | 104.6                                                   | 1907.2                                                  |
| Horas de sol                                            | 101.5                                                   | 116.3                                                   | 145.6                                                   | 190.6                                                   | 201.1                                                   | 206.3                                                   | 210.3                                                   | 190.1                                                   | 176.4                                                   | 153.4                                                   | 135.2                                                   | 115.8                                                   | 1942.6                                                  |
| Fuente: 16 de febrero de 2010                           |                                                         |                                                         |                                                         |                                                         |                                                         |                                                         |                                                         |                                                         |                                                         |                                                         |                                                         |                                                         |                                                         |

Nota:
- La información climatológica está basada en las medias mensuales para el periodo de 30 años 1971 - 2000.
- Número medio de días de lluvia = Número medio de días de lluvia superior o igual a 0,1 mm.

## Demografía
San Miguelito es uno de los distritos más poblados del país, con una fuerte presencia de emigrantes del interior del país, en especial de la región de Azuero. Al estar situado junto a la capital, el hecho de ser una "ciudad dormitorio" ha favorecido un crecimiento masivo de población. Para 1960, ya existían 13 000 habitantes y hacia 1970 contaba con 68 000 habitantes. En ocasión de la consulta popular de agosto de 1972, el distrito fue dividido en los corregimientos de Amelia Denis de Icaza, Victoriano Lorenzo, Belisario Porras, José Domingo Espinar y Mateo Iturralde. La Contraloría estima que en San Miguelito residen alrededor de 7,000 personas por kilómetro cuadrado. Comparativamente hablando, San Miguelito tiene más habitantes que las provincias de Los Santos y Herrera juntas. Solo el crecimiento de la población fue un argumento de peso para que se crearan los corregimientos de Rufina Alfaro, Arnulfo Arias, Omar Torrijos y Belisario Frías, que vienen a sumarse a los ya existentes.
Según cifras oficiales del reciente censo de población y vivienda (2010), la población del
Distrito de San Miguelito actual es de 315,019 habitantes y alberga 86,964 viviendas. El
48.4% (152,596) son hombres y 51.6% (162,423) son mujeres.
| Corregimiento         | Población |
| --------------------- | --------- |
| Amelia Denis de Icaza | 29,208    |
| Belisario Porras      | 44,129    |
| José Domingo Espinar  | 44,448    |
| Mateo Iturralde       | 9,638     |
| Victoriano Lorenzo    | 15,181    |
| Arnulfo Arias         | 31,433    |
| Belisario Frías       | 33,072    |
| Omar Torrijos         | 32,403    |
| Rufina Alfaro         | 41,265    |

Los corregimientos más poblados son Belisario Porras, Belisario Frías y José Domingo
Espinar.
San Miguelito es el segundo distrito más poblado del país y en este contexto
representa cerca del 10% de la población panameña. Con respecto a la Provincia de
Panamá alberga el 18% de su población.
La densidad de población del distrito es alta, 6,288 habitantes por km², en relación con el
ámbito de la República, cuya densidad es de 43.7 persona por km², siendo igualmente
muy superior a las densidades de población de los distritos de Panamá y Colón.

## Economía

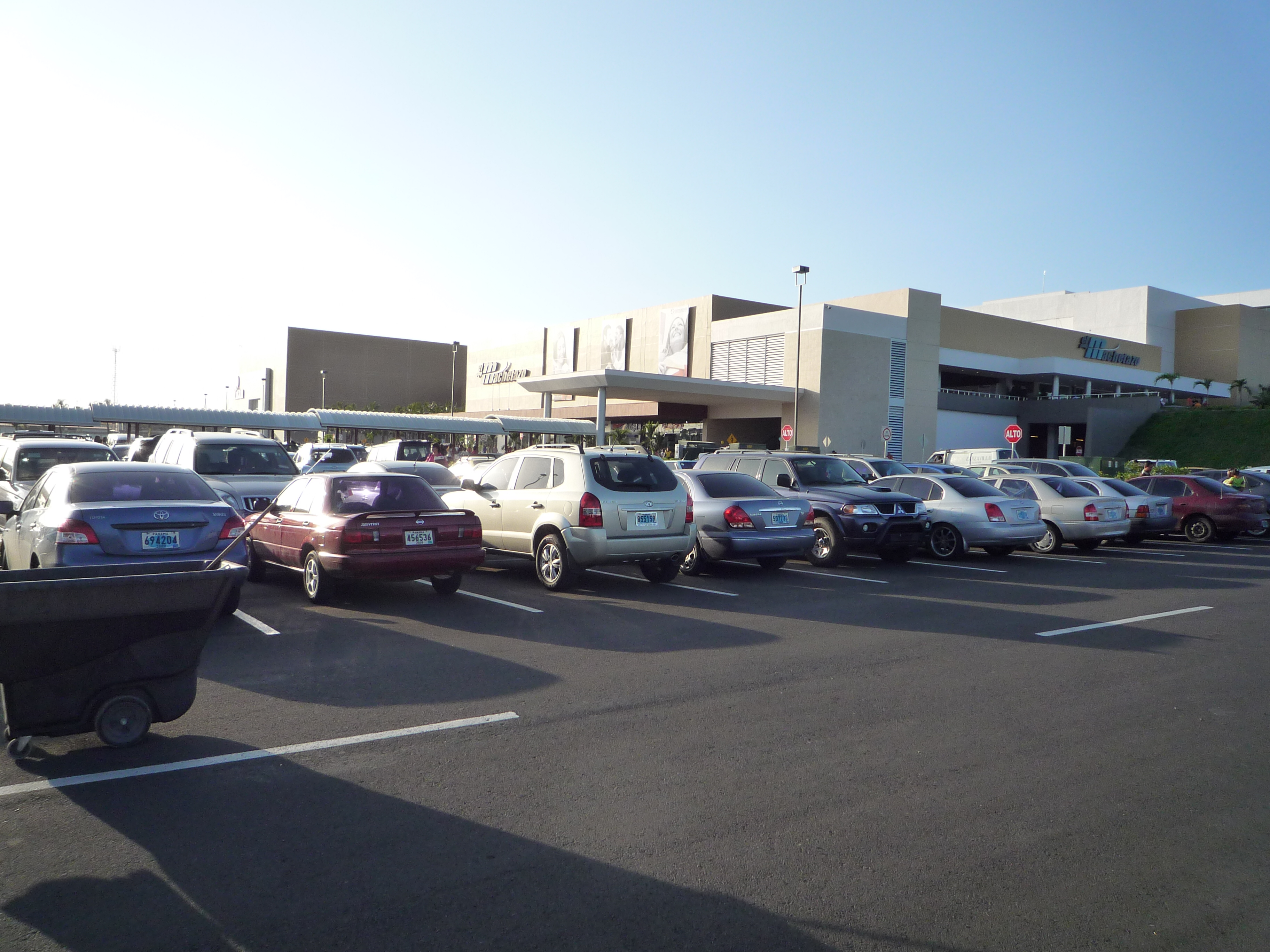
Metromall, desde los estacionamientos.

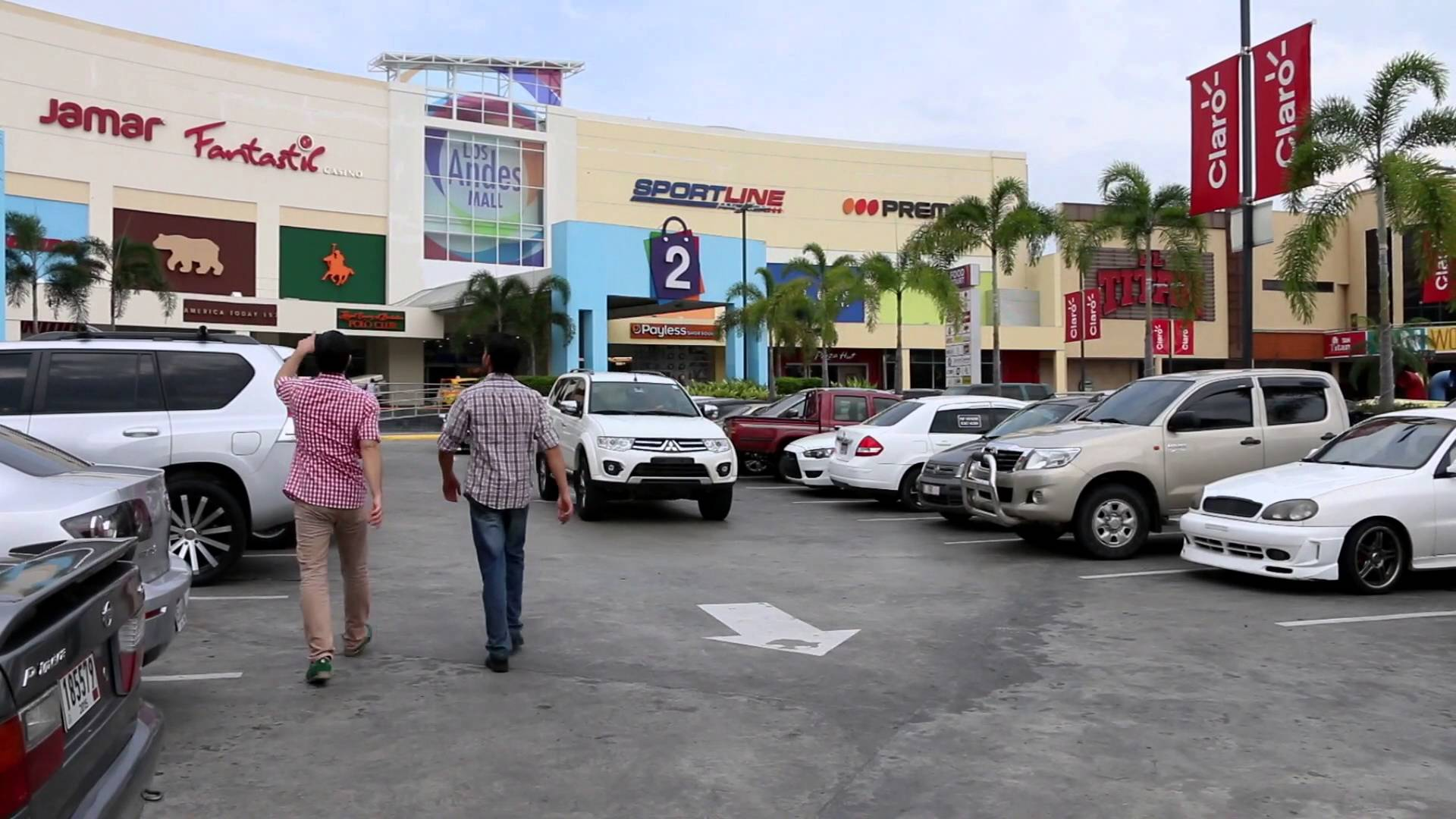
Los Andes Mall

El distrito no es una fuente de industria, funciona como una ciudad dormitorio; cuenta con varios centros comerciales, entre ellos: el Centro Comercial Los Andes, Centro Comercial Milla 8, La Gran Estación de San Miguelito, Plaza Villa Lucre, Plaza Brisas del Golf, Metromall y Los Andes Mall. Además de otros negocios que se han establecido en el área.

## Trabajo
Las principales actividades a las que se dedica la población económicamente activa son en su orden de importancia:
· Comercio al por mayor y al detal. (21.6% 2000 vs 19.7% 2010 de la PEA).
· Industrias Manufactureras (11.6% 2000 vs 7.9% 2010 de la PEA).
· Construcción (9.3% 2000 vs 11.0% 2010 de la PEA)
· Transporte de almacenamiento y comunicaciones (8.9% 2000 vs 10.9% 2010)
· Servicio Doméstico (del 6.5% al 4.2%)
· Actividades inmobiliarias (del 6.45 al 9.7%)
Como puede constatarse las actividades económicas de mayor crecimiento en la última década en el Distrito han sido la construcción, el transporte de almacenamiento y comunicaciones y las actividades inmobiliarias. Esto era previsible debido al importante crecimiento del país y especialmente de las zonas urbanas, el cual se refleja principalmente en estas actividades. 

## Educación
- Escuela Carlos A. Mendoza
- Escuelas del Distrito de San Miguelito: Se caracterizan por estar situadas en lugares con una buena cantidad de población.
- Instituto Dr. Alfredo Cantón: Ubicado en el corregimiento de Mateo Iturralde, es su principal y emblemático colegio ya que fue el primer colegio secundario del Distrito de San Miguelito, además por calidad educativa que se ofrece en dicho plantel.
- C.E.B.G. República de Alemania; localizado en el Corregimiento de Victoriano Lorenzo.
- C.E.B.G. Monseñor Francisco Beckmann: Está ubicado en el corregimiento de Ernesto Córdoba Campos (Distrito de Panamá), pertenece a la Dirección Regional de Panamá Norte, pero atiende una alta población de estudiantes del distrito de San Miguelito.
- C.E.B.G. Martin Luther King: Está ubicada en el sector de Mano de Piedra del corregimiento de Arnulfo Arias.
- Instituto Rubiano: Está ubicado en el sector de la empresa Barraza & Cía, S.A. dentro del Distrito de San Miguelito.
- Instituto Justo Arosemena: Está ubicado en el sector de Brisas del Golf luego de haber sido reubicada.
- Escuela Valle de Urracá: Está ubicada en el corregimiento de Arnulfo Arias distrito de San Miguelito.
- I.P.T.C Nicolás del Rosario: Ubicada en el sector de Los Andes distrito de San Miguelito.
- Colegio Pureza de María: Ubicado en la calle Mirador de Paseo del Valle, en Villa Lucre. Es una institución privada y católica.
- C.E.B.G. Jerónimo de la Ossa: Está ubicado en el sector de la empresa Barraza & Cía, S.A. dentro del Distrito de San Miguelito.
- Colegio Internacional de Panamá: Escuela Privada muy costosa.
- Colegio Internacional Saint George de Panamá: Está ubicado en el sector de "Cerro Viento Rural" calle Saint George, corregimiento Rufina Alfaro.
- Colegio Bilingüe de Panamá: Escuela Privada en el barrio de San Antonio.
- Instituto Cultural: Escuela privada bilingüe ubicada en Residencial El Bosque.
- Escuela Bilingüe Padre Xavier Villanueva, ubicada en la Urbanización Cerro Viento
- Escuela Bilingüe de Cerro Viento Rural, ubicada en la Población de Cerro Viento Rural
- Escuela Bilingüe Pedro Ameglio ubicada en San Antonio

## Transporte
- Las líneas 1 y 2 del Metro de Panamá hacen su recorrido en San Miguelito, adicionalmente la estación de intercambio para estas dos líneas es la Estación de San Miguelito.

El Metro-Bus tiene distintas rutas con destinos hacia San Miguelito, entre ellas:
- El Poderoso-Gran Estación
- Santa Librada-Albrook
- El Valle-Albrook
- Torrijos Carter-Albrook
- Mano de Piedra-Albrook
- Corredor Norte-Albrook
- Los Andes-Albrook
- Veranillo-Automotor-Albrook
- Veranillo-Albrook
- C.C. Los Andes-(Chilibre, Alcalde Díaz, Ciudad Bolívar, entre otras).
- Estación Los Andes-(Chilibre, Alcalde Díaz, Ciudad Bolívar, El Valle, entre otras).
- Estación San Isidro-(Chilibre, Alcalde Díaz, Ciudad Bolívar, El Valle, entre otras).

Otras rutas que pasan por el distrito pero no tienen comienzo o final allí:
- Alcalde Díaz-Albrook
- Chilibre-Albrook
- Chilibre Interno-Albrook
- Rutas Internas de Chilibre-Albrook
- Ciudad Bolívar-Albrook
- La Cabima-Albrook
- Entre otras.

## Cultura
La población es mayoritariamente oriunda de la provincia de Los Santos, por lo cual todos los 10 de noviembre, por tradición, se realizan uno de los desfiles más gustados por todos los interioranos y capitalinos, que salen a las calles con carretas para celebrar el Grito de Independencia de Rufina Alfaro, acontecido el 10 de noviembre de 1821, para que la población de La Villa de Los Santos se levantara contra el dominio español. Como muchos no pueden ir a su pueblo a participar de esta celebración, la han trasladado a los pueblos donde se radican.
Al ritmo de instrumentos como el tambor, la caja y el acordeón, mujeres y hombres improvisan y entonan tamboritos que son acompañados por la saloma. Pero, lo más vistoso en todo el desfile son los niños, jóvenes y adultos, que visten los mejores trajes montunos, lujosas polleras, tembleques, camisillas y sombreros. 
Bajo el lema "Trabajo, Unión y Folklore", por tradición los santeños han sido unidos y donde quiera que emigren, fomentan su folklore y costumbres.